# Letovište
Letovište (en serbe cyrillique : Летовиште) est un village de Serbie situé dans la municipalité de Vladičin Han, district de Pčinja. Au recensement de 2011, il comptait 141 habitants.

## Démographie
| 1948 | 1953 | 1961 | 1971 | 1981 | 1991 | 2002 | 2011 |
| ---- | ---- | ---- | ---- | ---- | ---- | ---- | ---- |
| 375  | 396  | 369  | 325  | 293  | 222  | 177  | 141  |

|  |